# Kaleńsko
Kaleńsko (niem. Kalenzig) – wieś w Polsce położona w województwie zachodniopomorskim, w powiecie myśliborskim, w gminie Boleszkowice, w odległości ok. 2,5 km na północny zachód od Kostrzyna nad Odrą. W latach 1975–1998 miejscowość administracyjnie należała do województwa gorzowskiego. Wieś o charakterze owalnicy, obecnie oscylująca w stronę układów wielodrożnicowych. Jest najdalej na południe wysuniętą wsią województwa zachodniopomorskiego.

## Nazwa
Culinkze 1262; Kalentzik 1460

## Środowisko przyrodnicze
- Na tarasie zalewowym doliny Odry znajdują się liczne starorzecza (zabagnione lub wypełnione wodą); największe nagromadzenie tych zbiorników wodnych występuje na płn.-zach. od Kaleńska, gdzie noszą nazwę Kaleńskie Kanały.
- Eksploatacja na polu I złoża Kaleńsko koliduje z funkcjonowaniem Parku Krajobrazowego „Ujście Warty” powołanym Rozp. Nr 7 Woj. Gorzowskiego z 18.12.1996 r., a więc 1,5 roku przed wydaniem koncesji eksploatacyjnej. W Rozp. 8/2003 z 14.05.2003 Woj. Zachodniopomorski w zakazach dotyczących obszaru Parku wymienia m.in.: zakaz wydobywania skał, minerałów, torfu i niszczenia gleby oraz zakaz wykonywania prac ziemnych trwale zniekształcających rzeźbę terenu. Oba te zakazy przy prowadzeniu eksploatacji złoża Kaleńsko nie mogą być respektowane. Obszar wyrobisk i pozostały teren zakładów górniczych (osadniki, hałdy) zajmuje łącznie 62,3 ha. Skutkiem tej działalności jest dewastacja rzeźby terenu, zburzenie harmonijnego, mało przekształconego krajobrazu nadodrzańskiego (jednego z przedmiotów ochrony w Parku), zanik wielu cennych siedlisk przyrodniczych, zakłócenie stosunków wodnych w dolinie Odry, zamieranie drzewostanów łęgowych w otoczeniu kopalni oraz wykluczenie na znacznym odcinku nabrzeża Odry z zagospodarowania rekreacyjnego. Położenie kopalni bezpośrednio nad Odrą stwarza szczególne zagrożenie podczas powodzi, gdyż wody powodziowe mogą wtargnąć w obręb wyrobisk powodując podpiętrzenie wód gruntowych i zalanie terenów poza granicami naturalnego obszaru zalewowego.

## Historia
- 31.12.1262 – pierwsza wzmianka pod nazwą Culinkze. Jan i Otton z dynastii askańskiej zawierają ugodę z Widekindem (Widekinusem), mistrzem templariuszy w Niemczech i krajach słowiańskich, na mocy którego templariusze w zamian za zrzeczenie się praw do miejscowości leżących przy drodze do Gorzowa (oppidum – prawdopodobnie przedlokacyjna osada targowa pod Kostrzynem, Kłośnica, Warniki, Dąbroszyn, Pudignowe i Witnica) oraz dóbr komandorii w Myśliborzu, otrzymują potwierdzenie posiadania komandorii chwarszczańskiej wraz z dziesięcioma wsiami (Bogusław, Carkzowe?, Cychry, Dargomyśl, Dębno, Gudzisz, Krześnica, Nyvik?, Oborzany, Sarbinowo). Formą zadośćuczynienia jest dodatkowo wieś Kaleńsko w ziemi kostrzyńskiej, będąca wcześniej w posiadaniu rycerskim[4]
- 02.05.1312 – rozwiązanie zakonu templariuszy bullą Ad providam papieża Klemensa V
- 1312 – posiadłości templariuszy na obszarze Marchii zajmują margrabiowie brandenburscy
- 1318 – w układzie zawartym w Cremmen, negocjowanym przez przedstawicieli przeora niemieckiego Pawła z Modeny i Leonarda de Tiburtis, margrabiowie brandenburscy potwierdzili joannitom posiadanie dóbr templariuszy
- 1532 – na terenie Nowej Marchii wprowadzono protestantyzm jako religię obowiązującą
- 15.06.1540 – komandoria Chwarszczany przejęta przez margrabiego Jana z Kostrzyna od joannitów, którzy zostają zmuszeni do przeniesienia konwentu do Świdwina. W Chwarszczanach zorganizowano siedzibę domeny państwowej, do której należały wsie Dębno, Drzewice, Kaleńsko, Chlewice, Gudzisz, Szumiłowo, Krześnica i Sarbinowo. W okresie tym przypuszczalnie istniał już we wsi kościół.
- 2 poł. XVI w. – karczma odbiera rocznie 300 beczek piwa z browaru namyślińskiego
- Wojna trzydziestoletnia (1618-1648) – duże zniszczenia wsi
- 1627 – przez okoliczne tereny przechodzą oddziały Wallensteina
- 1718 – areał upraw wynosi 20 łanów chłopskich i 12 zagrodniczych, we wsi jest karczma. Z uwagi na położenie wsi nad Odrą oprócz uprawy roli istotne znaczenie odgrywa rybołówstwo.
- 1771-1779 – tereny nawiedzają powodzie, powodując zapiaszczenie łąk i pastwisk położonych po obu brzegach Odry
- 1774 – do szkoły uczęszcza 30 dzieci
- Pocz. XIX w. – wieś liczy 329 osób i 33 domy, działa kuźnia
- 1838 – we wsi sołtys, 9 gospodarzy, 10 zagrodników, 16 wolnych ludzi
- 1850 – powódź, pod wodą znalazło się ponad 1000 ha łąk i pól
- Pocz. XX w. – wzmianki o istnieniu na krańcu wsi „chat z wyraźnymi, swoistymi cechami, szerokimi szczytami wychodzącymi na ulicę, noszące ślady dawnej sztuki budowlanej” – przypuszczalnie chodzi o wąskofrontowe, ryglowe chałupy podcieniowe, charakterystyczne dla tych obszarów (np. w Siekierkach).
- 05.02.1945 – zajęcie wsi przez wojska 5 Armii 1 Frontu Białoruskiego; w wyniku działań wojennych zniszczony zostaje średniowieczny kościół
- Po 1945 – zniszczone zostają wszystkie przeprawy promowe, umożliwiające wcześniej dotarcie do łąk i pól leżących na lewym brzegu Odry
- VII.1997 – powódź; podtopienie zabudowań, gruntów ornych, lasów i użytków zielonych we wsiach Chlewice, Kaleńsko i Porzecze, do rzędnej 15,5 m n.p.m. na powierzchni ok. 3200 ha.

## Ludność
| Rok  | Ludność |
| 1809 | 271     |
| 1933 | 324     |
| 1939 | 291     |
| 1985 | 59      |
| 1990 | 59      |
| 2005 | 46      |

## Gospodarka
- „Minerały” Sp. z o.o. Kopalnia – kruszywa mineralne

Pierwsza dokumentacja geologiczna złoża opracowana w 1991 r. Zasoby bilansowe złoża w kat. C1 + C2 wynosiły 7.261 tys. ton (pow. 62,37 ha). Nowa dokumentacja opracowana dla firmy „Kies-Kaleńsko sp. z o.o.” w 1994 r., zmieniająca bilans zasobów (likwidacja jednego z filarów ochronnych obejmujących linię energetyczną). Wydzielono dwa pola eksploatacyjne: pole Kaleńsko I położone między Odrą i szosą oraz pole Kaleńsko II pomiędzy szosą a kompleksem leśnym. Łączne zasoby złoża udokumentowane w kat. C1 wynosiły 3.322 tys. ton, a łączne w kat. C1 + C2 7.261 tys. ton. Według bilansu na 31.12.2001 r. w złożu pozostawało 6.034 tys. ton, a roczne wydobycie wynosiło 214 tys. ton. Eksploatacja złoża Kaleńsko prowadzona jest na podstawie koncesji udzielonej przez Wojewodę Gorzowskiego 26.06.1998 (dec. Nr OŚ-g-7512/E/14/98) na wydobycie kopaliny na złożu o powierzchni 62,3 ha. Roczne wydobycie ma wynosić 300-400 tys. Obecnie złoże jest eksploatowane na obu polach, przy czym pole nr I z większą intensywnością ze względu na lepszą jakość kruszywa, jak i dogodniejsze warunki transportu do nabrzeża załadunkowego. Część północna pola II poddana została pracom rekultywacyjnym (zbiornik wodny + zalesienia).
- Na terenie sołectwa funkcjonują 3 gospodarstwa rolne. Struktura użytków rolnych:

| Użytki rolne | Pow. w ha |
| Orne         | 53,4      |
| Sady         | 0         |
| Łąki         | 28        |
| Pastwiska    | 93,5      |

## Organizacje i instytucje
- Siedziba Leśnictwa, jednostka Nadleśnictwa Dębno

## Edukacja
- Dzieci i młodzież uczęszczają do szkoły podstawowej i gimnazjum w Boleszkowicach.

## Atrakcje turystyczne
- Przez wieś przebiega polsko-niemiecki szlak kulturowo-przyrodniczy „Zakonów rycerskich na Ziemi Lubuskiej”: Kostrzyn n/O – Drzewice – Szumiłowo – Kaleńsko – Namyślin – Gudzisz – Chwarszczany – Dargomysl – Dębno – Witnica – Słońsk
- Cmentarz przy rozebranym kościele w centrum wsi – nieczynny, teren wykorzystywany jest jako plac zabaw.
- Obiekty w gminnej ewidencji zabytków: nr 8 – bud. mieszkalny, obora i stodoła; nr 9 – stodoła; nr 10 – bud. mieszkalny, obora i stodoła; nr 18 – bud. mieszkalny; nr 23 – budynek mieszkalny i obora.